# Edmond Amran El Maleh
Edmond Omran El Maleh (1917-2010) est un écrivain et journaliste marocain juif opposé au sionisme et à la création de l'État d'Israël.
Edmond Amran El Maleh est né le 30 mars 1917 dans la petite ville côtière tranquille de Safi, surplombant l'océan Atlantique, et est mort le 15 novembre 2010 à Rabat. Omran Al-Maleh a recommandé que son corps soit enterré dans la ville d'Essaouira, ville dans laquelle il a grandi et vécu longtemps et où il a écrit la plupart de ses productions littéraires, qui ont été traduites dans plusieurs langues. Il est issu d'une famille juive autrefois renommée d'Essaouira. Ses racines sont  berbères et il descend de la tribu des Ait Amrane, située au sud de l'Atlas. Il a choisi de rester au Maroc à une époque où le mouvement sioniste était actif afin d'encourager les Juifs à immigrer en Terre d'Israël, un sujet dont il a beaucoup parlé dans son roman « Mille ans, un jour » publié en 1986. Il préfère émigrer en France en raison de ses positions opposées au régime de Hassan II. Il se rend à Paris en 1965 pour travailler comme professeur de philosophie et comme journaliste. Il est revenu après que la situation des droits de l'homme s'est relativement améliorée au Maroc, s'installant à Rabat de 1999 jusqu'à sa mort,.

## Naissance et éducation
Edmond Imran El Maleh est né le 30 mars 1917 dans la ville de Safi surplombant l'océan Atlantique, après que sa famille d'origine berbère y a immigré de l'extrême est du Souss au sud du Maroc. Edmond Amran a grandi au milieu d'une grande coexistence entre Juifs et musulmans marocains dans la ville de Safi.

### Emplois et responsabilités
Edmond El Maleh a travaillé comme professeur de philosophie à la ville de Casablanca et journaliste au journal « Les Poires » (Espoir). Il a écrit sous le pseudonyme d'Issa El Abdi sur divers sujets, notamment culturels, artistiques, politiques et sociaux. Il réalise de nombreuses enquêtes sociales auprès des ouvriers, des paysans et des travailleurs du port de Casablanca. Edmond Elmaleh part en France en 1965 et travaille comme professeur de philosophie et écrit pour plusieurs journaux, dont Le Monde.

## Équilibre politique
Il a été cité à plusieurs reprises comme disant :

Edmond Omran El Maleh s'est battu pour l'indépendance du Maroc. Il abandonne son activité politique en 1959, et après les événements sanglants du 23 mars 1965 et son opposition au règne de feu le roi Hassan II et à nombre de ses décisions, il choisit l'émigration volontaire vers la France. Son exil d'environ 35 ans n'a pas affecté son attachement et son lien fort avec le Maroc et ses enjeux, et il y est revenu en 2000 pour s'installer dans la ville d'Essaouira et y continuer à écrire. 

« "أنا مغربي يهودي لا يهودي مغربي، مناضل عربي وطني، أحمل بلدي المغرب أينما ذهبت". »

## Son opposition à la politique de déportation des Juifs marocains vers Israël
Edmond Elmaleh s’est farouchement opposé au déplacement de milliers de Juifs marocains vers Israël au milieu des années soixante, et a réfuté les thèses sionistes qui cherchaient à le justifier, et a dit clairement :

« "لا أعرف أية دولة اسمها إسرائيل" ; "Je ne connais aucun pays nommé Israël." »

Il a défendu la cause du peuple palestinien et sa résistance à l’occupation israélienne et a publié une déclaration sur le massacre de Jénine en 2004 intitulée « J’accuse », dans laquelle il a condamné la brutalité israélienne.
Omran Al-Maleh a également condamné l'agression israélienne sur la bande de Gaza et a considéré le sionisme comme un mouvement raciste qui se vante du meurtre d'enfants, de femmes, de personnes âgées et de jeunes, et a rejeté l'utilisation de « l'Holocauste juif » pour justifier le sionisme et son exploitation de la bande de Gaza. Juifs qui y sont morts ou n'y sont pas morts. Il a refusé de traduire ses œuvres en hébreu afin qu'Israël ne change pas ses idées, et il a souhaité prier à Jérusalem une fois celle-ci libérée de l'occupation.

## Son parcours littéraire
Omran Al-Maleh a commencé à écrire et à composer en 1980, à l'âge de 63 ans. Il disait de lui, professeur d'université, qu'il était entré dans le monde de l'écriture par hasard. Il fait ses débuts dans le monde de l'écriture à Paris, où il travaille à l'édition de livres et à leur présentation à la presse française, notamment au journal Le Monde, qui décrit ses écrits comme ayant une identité complexe qui rompt avec les règles habituelles du récit et de la critique littéraire, y compris le roman et la critique littéraire et artistique. Bien qu'il écrive en français, la langue arabe était présente dans ses écrits et créations axés sur les principes humanitaires et les valeurs de justice, d'égalité et de rejet de l'injustice. Ses écrits concernaient également l'histoire de la lutte pour l'indépendance marocaine, l'identité culturelle, la langue maternelle, la biographie, l'introduction des rituels et des coutumes marocains, ainsi que la question de la coexistence et de la tolérance religieuse au Maroc, la question du peuple palestinien, et dénoncer le sionisme.

## Compositions
La plupart de ses œuvres françaises ont été traduites en arabe, et il est resté connecté à la lecture et à l’écriture et en est devenu accro, conformément à sa célèbre phrase : « Tant que je lis et j’écris, j’existe ». Edmond Omran Al-Maleh a écrit une dizaine de livres, dont :
- Flux fixe en 1980
- Aylan ou la Nuit du conte en 1983
- Mille ans en un jour en 1986
- Le retour d'Abou Al-Haki en 1990
- Abou Al-Nour en 1995
- Sac Sidi Maashou en 1998
- Le Café Bleu : Zreriq en 1998
- Livre de la mère 2004

## Récompenses et honneurs
Edmond Maleh a remporté le Prix National du Mérite (la plus haute distinction culturelle et littéraire officielle décernée au Maroc) en 1996 pour l'ensemble de son œuvre, et en 2004, il a reçu la Médaille de la Compétence en reconnaissance de sa production littéraire et de ses positions nationales.

## Dans la culture populaire
Dans son roman (Le Puzzle d'Edmond Omran El Maleh), l'écrivain marocain Mohamed Said Ahjiyouj s'est inspiré du personnage d'Edmond El Maleh pour présenter sa vision artistique inspirée en partie de la biographie de feu Edmond El Maleh. Le roman aborde, dans son intrigue principale, la corruption des prix littéraires, à travers le conflit entre Imran El Maleh, membre du jury d'un prix littéraire, et Franz Goldstein, un éditeur français. Le deuxième volet du roman traite de la question de la migration des juifs marocains, et à travers lui le roman fait un pont vers l'enfance du héros juif marocain et son voyage entre le Maroc, Israël puis la France. Le roman a été publié chez Hachette Antoine/Noufal, à Beyrouth, en octobre 2020.

## Les références
1. ↑  Salim Jay, Dictionnaire des écrivains marocains, Eddif, 2005, p.176-179
2. ↑  (fr)« Petite biographie d’un très grand écrivain », www.aujourdhui.ma (consulté le 12 août 2010)
3. ↑  « إدمون المالح.. يهودي مغربي مناهض للصهيونية »
4. ↑  « رواية «أحجية إدمون عَمران المالح»: تاريخ اليهود المغاربة وزيف الجوائز الأدبية | سعيد المرابط »,‎ 21 octobre 2020 (consulté le 21 décembre 2020)
5. ↑  « «فساد الجوائز الأدبية» في رواية مغربية » (consulté le 21 décembre 2020)
6. ↑  « أحجية إدمون عَمران المالح ..لعبة التيه في حكايات الوهم »,‎ 27 septembre 2020 (consulté le 21 décembre 2020)